# François-Jacques Himly
François-Jacques Himly est un archiviste-paléographe et historien français, né le 21 avril 1915 à Strasbourg et mort le 27 avril 2004 dans cette même ville. Directeur des Archives départementales du Bas-Rhin entre 1959 et 1983, il a largement contribué à la rédaction de la Revue d'Alsace et a publié de nombreux ouvrages consacrés à l'histoire de l'Alsace. 

## Biographie
François-Jacques Himly est né le 21 avril 1915 à Strasbourg, alors capitale de l'Alsace-Lorraine au sein de l'Empire allemand. Son père, Jacques Himly, est administrateur de sociétés, notamment de l'entreprise de pétrochimie Antar située à Pechelbronn, au nord de Haguenau. Sa mère, Christine Lenz, n'est pas alsacienne mais d'origine allemande. François-Jacques a également une sœur plus jeune que lui. 
Les ancêtres de la famille Himly sont venus de La Neuveville, située dans le canton de Berne en Suisse, et se sont installés comme horlogers à Strasbourg au XVIIIe siècle. Ils se sont unis au XIXe siècle à la famille Reuss dont est issu l'historien Rodolphe Reuss, neveu de l'historien et géographe Auguste Himly qui est l'arrière-grand-oncle de François-Jacques Himly.
Après des études secondaires au Gymnase protestant puis au Lycée Fustel-de-Coulanges de Strasbourg, il entre à l'École nationale des chartes à Paris en 1935. Il obtient le diplôme d'archiviste-paléographe le 2 mai 1939 après avoir soutenu une thèse intitulée Études critiques sur l'Alsace à l'époque mérovingienne (496-751) devant un jury composé des historiens Georges Tessier et Ferdinand Lot, spécialistes de la diplomatique et du Moyen Âge. Ce travail de recherche a été jugé digne d'être particulièrement signalé au ministère de l'Éducation nationale. Durant ses études supérieures, François-Jacques Himly a également suivi des cours d'histoire à la Sorbonne qui se terminent par une licence de lettres de l'Université de Paris. Nommé à l'École française de Rome, il ne peut pas se rendre en Italie à cause du déclenchement de la Seconde Guerre mondiale.
Réfugié en zone libre après la défaite de la France en 1940, il intègre l'université de Strasbourg qui s'est repliée à Clermont-Ferrand juste avant l'annexion de l'Alsace par l'Allemagne nazie. Il est arrêté par la Gestapo lors de la rafle de Clermont-Ferrand du 25 novembre 1943 avec d'autres étudiants et professeurs strasbourgeois réfugiés. Interné au camp de Compiègne, il est déporté vers l'Allemagne, mais arrive à s'échapper en sautant du train qui mène les prisonniers aux camps de concentration nazis. Il se réfugie à Paris et retrouve son père qui lui procure une fausse identité. François-Jacques Himly se cache ensuite auprès d'un parent en Auvergne jusqu'à la fin de la guerre.
Après la libération de la France et la capitulation de l'Allemagne nazie, il retourne en Alsace redevenue française. En 1946, il est alors nommé archiviste adjoint aux Archives départementales du Bas-Rhin à Strasbourg, sous la direction de Lucien Metzger. Celui-ci lui confie la conservation et l'inventaire des archives anciennes. En 1947, François-Jacques Himly devient rédacteur en chef de la Revue d'Alsace qu'il réanime après une interruption liée à la guerre et à l'annexion allemande de la région. Son action se poursuit jusqu'en 1974, date à laquelle la revue cesse de paraître pendant quelques années en raison de problèmes matériels.
En 1959, il devient directeur des Archives départementales du Bas-Rhin et met en œuvre plusieurs initiatives pour améliorer la gestion archivistique. Avec les archivistes des départements de la Moselle et du Haut-Rhin, il décide de réserver les séries K à Z aux documents antérieurs à 1870 et de ne pas y intégrer les versements postérieurs. Pour intégrer les documents contemporains, la « série W » est créée sur une idée de son collègue Christian Wilsdorf, directeur des Archives départementales du Haut-Rhin, et étendue à l'ensemble des services d'archives en France. Pour le Bas-Rhin, François-Jacques Himly a par ailleurs réalisé la mise en dépôt et l'inventaire des archives communales, religieuses, hospitalières, économiques et privées, ainsi que l'indexation des archives contemporaines en suivant les principes du début de l'informatisation. Ces différentes démarches ont permis d'augmenter la fréquentation des archives à Strasbourg par les chercheurs et les citoyens.
François-Jacques Himly est l'auteur de plusieurs études consacrées à l'histoire de l'Alsace au Moyen Âge. Il a également été chargé d'enseignements à l'Université de Strasbourg et au Stage technique international d'archives à Paris. Il a accompli des missions d'archives à l'étranger, en particulier au Togo en 1978 pour une mission de réorganisation et de développement des archives et de rédaction d'un rapport technique paru en février 1979. Il a occupé le poste de directeur des Archives départementales du Bas-Rhin jusqu'à sa retraite en 1983. Il a été par ailleurs président de la Société de l'École des chartes entre 1991 et 1992 en qualité d'ancien élève.
Il décède le 27 avril 2004 à Strasbourg.

## Publication principales
- « Études critiques sur l'Alsace à l'époque mérovingienne (496-751) », Positions des thèses : École nationale des Chartes,‎ 1939, p. 105-113 (lire en ligne).
- Atlas des villes médiévales d'Alsace, Strasbourg, Fédération des sociétés d'histoire et d'archéologie d'Alsace, 1970, 133 p. (lire en ligne).
- Chronologie de la Basse Alsace : Ier – XXe siècle, Strasbourg, Archives départementales du Bas-Rhin, 1972, 350 p.
- Dictionnaire ancien alsacien-français, XIIIe – XVIIIe siècles, Strasbourg, Archives départementales du Bas-Rhin, 1983, XXII-275 p.

## Distinctions
- Officier de l'ordre national du Mérite
- Officier de la Légion d'honneur
- Commandeur de l'ordre des Arts et des Lettres